# Ṵ́
Cette page contient des caractères spéciaux ou non latins. S’ils s’affichent mal (▯, ?, etc.), consultez la page d’aide Unicode.
Ṵ́ (minuscule : ṵ́), appelé U tilde souscrit accent aigu, est un graphème utilisé dans l’écriture du mbelime et du nateni.
Il s’agit de la lettre U diacritée d’un tilde souscrit et d’un accent aigu.

## Représentations informatiques
Le U tilde souscrit accent aigu peut être représenté avec les caractères Unicode suivants :
- précomposé (latin étendu additionnel, diacritiques)[1],[2] :

| formes    | représentations | chaînes de caractères | points de code | descriptions                                                     |
| --------- | --------------- | --------------------- | -------------- | ---------------------------------------------------------------- |
| capitale  | Ṵ́               | Ṵ◌́                    | U+1E74 U+0301  | lettre majuscule latine u tilde souscrit diacritique accent aigu |
| minuscule | ṵ́               | ṵ◌́                    | U+1E75 U+0301  | lettre minuscule latine u tilde souscrit diacritique accent aigu |

- décomposé (latin de base, diacritiques) :

| formes    | représentations | chaînes de caractères | points de code       | descriptions                                                                 |
| --------- | --------------- | --------------------- | -------------------- | ---------------------------------------------------------------------------- |
| capitale  | Ṵ́               | U◌̰◌́                   | U+0055 U+0330 U+0301 | lettre majuscule latine u diacritique tilde souscrit diacritique accent aigu |
| minuscule | ṵ́               | u◌̰◌́                   | U+0075 U+0330 U+0301 | lettre minuscule latine u diacritique tilde souscrit diacritique accent aigu |